# بیمارستان رادیوم نروژ

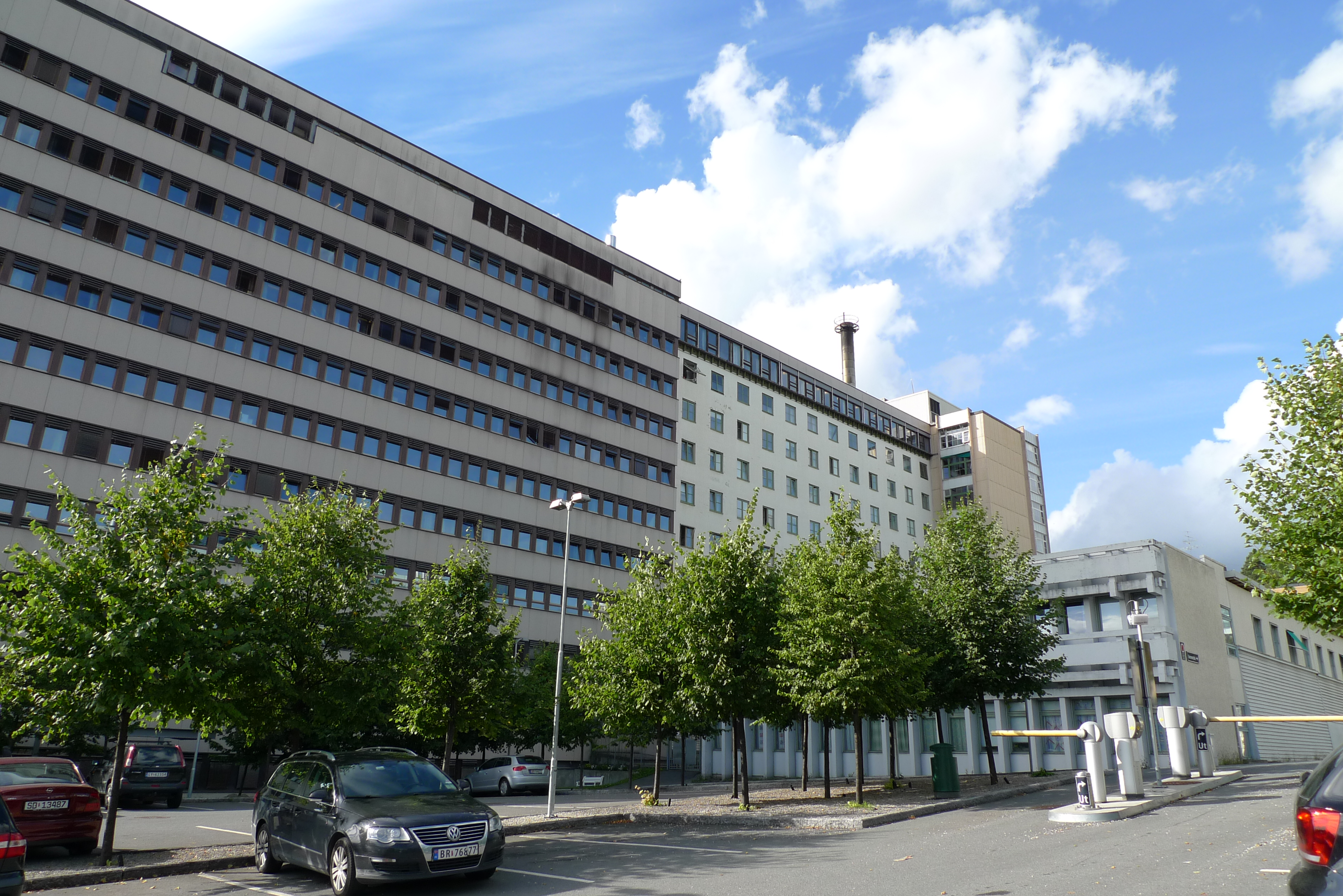

بیمارستان رادیوم نروژ (به نروژی: Radiumhospitalet) از زیرمجموعه‌های بیمارستان آموزشی است که در شهر اسلو واقع شده‌است. این بیمارستان در سال ۱۹۳۲ شروع به فعالیت کرده و فعالیت تخصصی آن تشخیص و درمان سرطان است.
این بیمارستان در سال ۲۰۰۵ با بیمارستان ریکشوسپیتالت ادغام شد و در نهایت با ادغام این مجموعه با بیمارستان‌های آکر و اولیوال در سال ۲۰۰۸، بیمارستان آموزشی اسلو از ابتدای سال ۲۰۰۹ به وجود آمد.